# Arzkarsee
Der Arzkarsee (auch Arzkar-Stausee, mitunter auch Arzker-Stausee, italienisch Lago Quaira) ist ein Stausee oberhalb des Ultentals nordwestlich von St. Nikolaus in Südtirol. Er liegt in einer Höhe von 2250 m und ist damit nach dem Grünsee der höchstgelegene Stausee im Bereich des Ultentals.
Seine Gewichtsstaumauer ist 85 Meter hoch und besitzt eine Kronenlänge von 464,8 Metern. Ihr Gesamtvolumen beträgt 610.000 m³. Etwa 2,5 Kilometer westlich des Sees erhebt sich der 3257 m hohe Gipfel des Hasenöhrl. Dessen Gletschergebiet mit Hasenöhrlferner und Kuppelwiesferner liefert das Wasser für den See. Seine Wasserfläche bedeckt 30 Hektar bei einem Speichervermögen von 12,6 Millionen Kubikmeter.
Der Arzkarsee wurde von 1965 bis 1966 als letzter der Stauseen für die Wasserkraftwerke im Ultental errichtet. Von ihm führt ein Druckstollen ins 358 Meter tiefer gelegene Kraftwerk Kuppelwieser Alm. 13 Kubikmeter Wasser pro Sekunde erzeugen in der dortigen Turbine eine Leistung von 42 Megawatt.
Die Anlage arbeitet auch als Pumpspeicherwerk, indem in der verbraucharmen Zeit mit einer Hochleistungspumpe  Wasser aus dem Weißbrunnsee in den Arzkarsee hochgepumpt werden kann, bis zu 8,5 m³/s.
Die Staumauer des Arzkarsees kann auf der Mauerkrone überquert werden.